# Groß Buchwald
Groß Buchwald er en kommune og en by i det nordlige Tyskland, beliggende i Amt Bordesholm i den sydøstlige del af Kreis Rendsborg-Egernførde. Kreis Rendsborg-Egernførde ligger i den centrale del af delstaten Slesvig-Holsten.

## Geografi
Groß Buchwald ligger sydøst for Brügge, og i kommunen ligger Fischerhof, Kluven, Overdorfer Redder og Sahrendorf.